# Hydaticus dintelmanni
Hydaticus dintelmanni là một loài bọ cánh cứng trong họ Bọ nước. Loài này được Balke, Hendrich, Sagata & Wewalka miêu tả khoa học năm 2005.